# Amalia García
Amalia Dolores García Medina (6 de octubre de 1951, Zacatecas, Zacatecas) es una política mexicana, de izquierda exintegrante del Partido Comunista Mexicano, Partido Socialista Unificado de México, Partido Mexicano Socialista y fundadora del Partido de la Revolución Democrática (PRD), al cual renunció en 2018. Desde 2021, milita en Movimiento Ciudadano. Fue la primera gobernadora del estado de Zacatecas, del 2004 al 2010.
Del 1 de julio de 2015 al 15 de mayo de 2018, fue titular de la Secretaría de Trabajo y Fomento al Empleo de la Ciudad de México. Días después de dejar ese puesto, el 24 de junio de 2018, renunció a formar parte del PRD, partido del cual fue fundadora, argumentando que "lamentablemente los objetivos y valores que le dieron autoridad y cohesión al PRD se han desdibujado, siendo sustituidos por intereses que tienen que ver con el beneficio personal". Actualmente, es candidata de Movimiento Ciudadano al Senado de la República.

## Primeros años
Amalia García estudió la licenciatura en Sociología por la Universidad Nacional Autónoma de México (UNAM) y Licenciatura en Historia por la Benemérita Universidad Autónoma de Puebla (BUAP).
Amalia comenzó su militancia política en el Partido Comunista Mexicano, desde donde formó parte de las directivas estatales, así como de Partido Socialista Unificado de México y del Partido Mexicano Socialista. En 1989, fue fundadora del Partido de la Revolución Democrática junto a Cuauhtémoc Cárdenas, Porfirio Muñoz Ledo, Heberto Castillo, Ifigenia Martínez y Gilberto Rincón Gallardo.

## Carrera política
Amalia García participó en las organizaciones de la izquierda mexicana y fue gobernadora de su estado de origen Zacatecas de 2004 a 2010, una de las 8 que ha tenido el país elegidas por voto directo.
Fue una de los 5 diputados locales de Distrito Federal que impulsaron el Plebiscito Ciudadano, del 21 de marzo de 1993, en el que participaron miles, y fue antecedente de la reforma política para que los ciudadanos elijan a sus gobernantes en la Ciudad de México.
Participó en el “Grupo San Ángel” y el “20 Compromisos por la Democracia” en los años 90, que desde la sociedad civil impulsaron la transición democrática de México.
Como Presidente de la Comisión de Seguridad de la Asamblea Legislativa del D.F., entre 1991 y 1994, luchó contra la corrupción policial, contra las razias hacia los jóvenes, a favor de los derechos de la comunidad LGBTTTI y promovió la ley que creó la primera Comisión de Derechos Humanos de la Ciudad de México.
Es una de las pioneras en la lucha por los derechos de las mujeres, como las cuotas en política, el derecho a decidir sobre su maternidad, y contra la violencia. Como diputada, de 1988 a 1991, fue una de las promotoras de una nueva legislación penal para convertir en delitos graves la violación, la violencia intrafamiliar y el hostigamiento sexual. Como Diputada federal, fue Presidente de la Comisión de Asuntos Migratorios, integrante de las Comisiones de Puntos Constitucionales, de la de Relaciones Exteriores; de Justicia y Vicepresidente de la Mesa Directiva.
Fue senadora de la República, entre 1997 y 1999, presidente del Comité de las Migraciones de la Internacional Socialista. Presidió la Comisión Interparlamentaria de Derechos Humanos, del Foro de Presidentes y Presidentes de los Poderes Legislativos de México, Centroamérica y el Caribe, de 2012 a 2015. Presidió el Consejo Parlamentario Regional de la Migraciones - Centroamérica, México y el Caribe, de 2013 a 2015.
Actualmente, es integrante del Consejo Mexicano de Asuntos Internacionales (COMEXI). Asimismo, es invitada permanente en foros realizados por las Naciones Unidas y ONU Mujeres debido a su trayectoria en la lucha por la igualdad de género.

## Controversias
En 2006, García fue acusada de ser responsable por irregularidades y desvíos de recursos a favor de sus candidatos políticos favoritos, de acuerdo con una acusación que Nahle García e Hiriart Estradarealizaron. Un mes después de dejar la gubernatura, en 2010, la Contraloría interna del estado de Zacatecas encontró irregularidades en el manejo de recursos públicos. En marzo del 2011, el Tribunal Colegiado del 23° Circuito otorgó a García la suspensión definitiva ante dicho proceso.

## Familia
Es hija de Francisco E. García, Gobernador de Zacatecas. Es madre de Claudia Corichi García, senadora de la República por el estado de Zacatecas.